# Liste der Baudenkmäler in Unsleben
Auf dieser Seite sind die Baudenkmäler in der unterfränkischen Gemeinde Unsleben zusammengestellt. Diese Tabelle ist eine Teilliste der Liste der Baudenkmäler in Bayern. Grundlage ist die Bayerische Denkmalliste, die auf Basis des Bayerischen Denkmalschutzgesetzes vom 1. Oktober 1973 erstmals erstellt wurde und seither durch das Bayerische Landesamt für Denkmalpflege geführt wird. Die folgenden Angaben ersetzen nicht die rechtsverbindliche Auskunft der Denkmalschutzbehörde.
 Diese Liste gibt den Fortschreibungsstand vom 15. April 2020 wieder und enthält 47 Baudenkmäler, die alle nachqualifiziert sind.

## Baudenkmäler
| Lage                                                                                   | Objekt                                                                           | Beschreibung | Akten-Nr.     | Bild                     |
| -------------------------------------------------------------------------------------- | -------------------------------------------------------------------------------- | --- | ------------- | ------------------------ |
| Alter Berg, Am alten Berg (Standort)                                                   | Jüdischer Friedhof                                                               | Bruchsteinummauerung, Portalpfeiler in Haustein und Ziegel, Grabsteine, Inschriftstein mit Zehn Geboten, Mitte 19. Jahrhundert | D-6-73-175-36 | weitere Bilder           |
| Alter Berg, Abzweig Wiesenberg (Standort)                                              | Bildstock                                                                        | Mit Kreuzigungsgruppe, rückseitige Mondsichelmadonna stark verwittert, 1612 | D-6-73-175-43 | BW                       |
| Am Einödsweg, am Fuße des Streugelsberges (Standort)                                   | Bildstock                                                                        | Von Rankenwerk gerahmte Reliefs: Marienkrönung und St. Georg, Säulenschaft mit Weinlaubranken, bezeichnet „1719“ | D-6-73-175-37 | weitere Bilder           |
| Am Steinweg, am Feldweg nach Hollstadt (Standort)                                      | Marienkapelle                                                                    | Kleiner Saalbau mit Satteldach, 1862; Ausstattung | D-6-73-175-40 | BW                       |
| Enggasse 5 (Standort)                                                                  | Wohnwirtschaftsgebäude                                                           | Zweigeschossig, giebelständig mit Satteldach, Erdgeschoss in Buchstein, Obergeschoss in Fachwerk, 17./18. Jahrhundert | D-6-73-175-1  | weitere Bilder           |
| Enggasse 5 (Standort)                                                                  | Pforte                                                                           | mit getrepptem Schulterbogen | D-6-73-175-1  | weitere Bilder           |
| Geiersgasse 2 (Standort)                                                               | Bauernwohnhaus                                                                   | Zweigeschossig, giebelständig, Satteldach, Erdgeschoss in Bruchstein, Obergeschoss in Fachwerk, geschnitzte Eckständer, 17./18. Jahrhundert | D-6-73-175-2  | weitere Bilder           |
| Haugenstraße 1 (Standort)                                                              | Hoftor                                                                           | Mit Gangpforte, bezeichnet „1777“ | D-6-73-175-3  | weitere Bilder           |
| Haugenstraße 4 (Standort)                                                              | Bauernhof, Dreiseithof, Wohnbau                                                  | Zweigeschossiger giebelständiger Wohnbau in Fachwerk mit Satteldach, 17. Jahrhundert | D-6-73-175-4  | weitere Bilder           |
| Haugenstraße 4 (Standort)                                                              | Bauernhof, Nebengebäude                                                          | Auf winkelförmigem Grundriss, Erdgeschoss in Bruchstein (wohl Teile der ehemaligen Kirchenbefestigung mit Spitzbogenportal integrierend), Obergeschoss in Fachwerk, 19. Jahrhundert                                                                               | D-6-73-175-4  | weitere Bilder           |
| Haugenstraße 4 (Standort)                                                              | Bauernhof, Eckhaus                                                               | Giebelständiges Eckhaus, Bruchsteinerdgeschoss, Fachwerkobergeschoss, zweite Hälfte 17./erste Hälfte 18. Jahrhundert, Hofmauer mit aufgesetztem Nebengebäude, zweite Hälfte 18./erste Hälfte 19. Jahrhundert                                                      | D-6-73-175-4  | weitere Bilder           |
| Haugenstraße 15 (Standort)                                                             | Hoftor                                                                           | Mit Gangpforte, bezeichnet „1772“ | D-6-73-175-6  | weitere Bilder           |
| Haugenstraße 17 (Standort)                                                             | Hoftor                                                                           | Mit spitzbogiger Gangpforte, bezeichnet „1583“ | D-6-73-175-7  | weitere Bilder           |
| Haugenstraße 25 (Standort)                                                             | Bauernwohnhaus                                                                   | Giebelständig, eingeschossig, mit Fachwerkgiebel und Satteldach, 18. Jahrhundert | D-6-73-175-8  | weitere Bilder           |
| Haugenstraße 27 (Standort)                                                             | Bauernhof, Wohnhaus mit rückwärtigem Wirtschaftsteil                             | Giebelständig, zweigeschossig, massives Bruchsteinerdgeschoss, Fachwerkobergeschoss, Satteldach 17./18. Jahrhundert | D-6-73-175-9  | weitere Bilder           |
| Haugenstraße 27 (Standort)                                                             | Bauernhof                                                                        | Hoftor mit spitzbogiger Gangpforte, bezeichnet „1672“ | D-6-73-175-9  | weitere Bilder           |
| Nähe Hauptstraße, an der Brücke über den Elsbach (Standort)                            | St.-Nepomuk-Figur                                                                | Bezeichnet „1786“ | D-6-73-175-39 | weitere Bilder           |
| Hauptstraße, südlich der Ortschaft an der St 2445, Abzweigung nach Wollbach (Standort) | Bildstock                                                                        | Bildstock, gefaster Pfeiler mit Reliefaufsatz, Darstellung des hl. Christophorus, seitlich hll. Bischöfe, rückseitig Kreuzigungsgruppe, 18. Jh.; südlich der Ortschaft an der B 19 (jetzt St 2445), Abzweigung nach Wollbach                                      | D-6-73-175-42 | Bildstock                |
| Hauptstraße 2 (Standort)                                                               | Halbwalmdachhaus                                                                 | Fachwerk, 1832 | D-6-73-175-11 | weitere Bilder           |
| Hauptstraße 3 (Standort)                                                               | Ehemalige Zehntscheune                                                           | Fachwerk, 17. Jahrhundert | D-6-73-175-10 | BW                       |
| Hauptstraße 1 (Standort)                                                               | Scheune                                                                          | in Bruchstein mit Fachwerkteilen und einseitig abgewalmtem Mansarddach, zweite Hälfte 19. Jahrhundert | D-6-73-175-10 | BW                       |
| Hauptstraße 10 (Standort)                                                              | Hoftor                                                                           | Mit Gangpforte, um 1800 | D-6-73-175-14 | weitere Bilder           |
| Hauptstraße 10 (Standort)                                                              | Hausfigur                                                                        | Farbig gefasstes Vesperbild, 18. Jahrhundert | D-6-73-175-14 | BW                       |
| Hauptstraße 11 (Standort)                                                              | Bauernhof                                                                        | Zweigeschossiges giebelständiges Wohnhaus, verputzter Massivbau mit Halbwalmdach, um 1800 | D-6-73-175-12 | weitere Bilder           |
| Hauptstraße 11 (Standort)                                                              | Bauernhof                                                                        | Hoftor mit zwei mächtigen Pfeilern und Gangpforte, um 1800 | D-6-73-175-12 | weitere Bilder           |
| Hauptstraße 11 (Standort)                                                              | Bauernhof                                                                        | Fachwerknebengebäude mit Laubengang | D-6-73-175-12 | BW                       |
| Hauptstraße 11 (Standort)                                                              | Scheune                                                                          | | D-6-73-175-12 | BW                       |
| Hauptstraße 13 (Standort)                                                              | Pforte                                                                           | Rundbogig, bezeichnet „1673“ | D-6-73-175-13 | weitere Bilder           |
| Hauptstraße 14 (Standort)                                                              | Ehemaliges Weinmannshaus                                                         | Zweigeschossiger Walmdachbau mit seitlicher Toreinfahrt, 17./18. Jahrhundert | D-6-73-175-15 | weitere Bilder           |
| Hauptstraße 22 (Standort)                                                              | Hausfigur                                                                        | Erzengel Michael, 18. Jahrhundert | D-6-73-175-16 | weitere Bilder           |
| Hauptstraße 23, 25, Kirchplatz 1, 2 (Standort)                                         | Friedhof, Friedhofsmauer                                                         | 17./18. Jahrhundert | D-6-73-175-20 | weitere Bilder           |
| Hauptstraße 23, 25, Kirchplatz 1, 2 (Standort)                                         | Kapelle                                                                          | Mit Sebastiansfigur, 18. Jahrhundert | D-6-73-175-20 | BW                       |
| Hauptstraße 23, 25, Kirchplatz 1, 2 (Standort)                                         | Kreuzweg                                                                         | 14 Stationen mit gebäuchten Altarblöcken und Reliefszenen in Stichbogennischen, Anfang 19. Jahrhundert | D-6-73-175-20 | weitere Bilder           |
| Hauptstraße 23, 25, Kirchplatz 1, 2 (Standort)                                         | Friedhofskreuz                                                                   | 1896 | D-6-73-175-20 | weitere Bilder           |
| Hauptstraße 25 (Standort)                                                              | Pfarrhaus                                                                        | Zweigeschossiger giebelständiger verputzter Massivbau mit Halbwalmdach, profilierte renaissancezeitliche Fenstergewände, 1610 | D-6-73-175-17 | weitere Bilder           |
| Hauptstraße 27 (Standort)                                                              | Gasthaus zur Krone                                                               | Zweigeschossiger, verputzter Mansarddachbau mit Zwerchhaus, Heimatstil, um 1910 | D-6-73-175-51 | weitere Bilder           |
| Hauptstraße 27 (Standort)                                                              | Gasthaus zur Krone, Wohngebäude                                                  | Zweigeschossiger, verputzter Walmdachbau mit Fachwerkobergeschoss, 18. Jahrhundert | D-6-73-175-51 | weitere Bilder           |
| Hauptstraße 27 (Standort)                                                              | Gasthaus zur Krone, Reste der Einfriedung                                        | Mit zweitverwendetem, geohrtem Portalgewände | D-6-73-175-51 | BW                       |
| Hauptstraße 27 (Standort)                                                              | Gasthaus zur Krone, Kegelbahn                                                    | | D-6-73-175-51 | weitere Bilder           |
| Hauptstraße 31 (Standort)                                                              | Ehemaliges Postamt                                                               | Zweigeschossiger traditionalistischer Walmdachbau mit Spitzbogenportal, Eckquaderungen, Futtermauer mit Freitreppe, um 1930 | D-6-73-175-46 | weitere Bilder           |
| Kemenate 1 (Standort)                                                                  | Ehemalige Propstei                                                               | Zweigeschossiger verputzter Kubus mit Walmdach, geohrtes Portal mit Wappenstein, bezeichnet „1717“ (Chronogramm), klassizistische Haustür | D-6-73-175-18 | weitere Bilder           |
| Kemenate 1 (Standort)                                                                  | Ehemalige Propstei, südlich anschließend umfangreicher Komplex von Nebengebäuden | In Bruchstein (18. Jahrhundert) und Fachwerk (zweite Hälfte 19. Jahrhundert) | D-6-73-175-18 | weitere Bilder           |
| Kemenate 1 (Standort)                                                                  | Ehemalige Propstei, nördlich vorgelagert Remisengebäude                          | | D-6-73-175-18 | BW                       |
| Kemenate 2 (Standort)                                                                  | Ehemalige Zehntscheune, jetzt Dorfscheuer                                        | Mächtiger zweigeschossiger Bau mit massivem Erdgeschoss, Fachwerkobergeschoss und Mansardhalbwalmdach, 16./17. Jahrhundert | D-6-73-175-19 | weitere Bilder           |
| Kirchplatz 1, 2 (Standort)                                                             | Kirche                                                                           | Alte und neue Kirche auf Winkelgrundriss über nördlich am Chorturm der alten Kirche angefügten Verbindungsbau miteinander verbunden | D-6-73-175-21 | weitere Bilder           |
| Kirchplatz 2 (Standort)                                                                | Katholische Pfarrkirche Inventio St. Crucis                                      | Saalkirche mit Satteldach, eingezogener abgewalmter Chor mit Kriegerehrung in der äußeren Nordwand, 1934–1935, mit Ausstattung | D-6-73-175-21 | weitere Bilder           |
| Kirchplatz 1, 2 (Standort)                                                             | Verbindungsbau                                                                   | Mit rundbogigem Durchgang mit Grabdenkmälern der Truchsessen von Wetzhausen | D-6-73-175-21 | weitere Bilder           |
| Kirchplatz 2 (Standort)                                                                | Reste der ehemaligen Kirchenburg                                                 | Mit Mauerfragmenten und Kirchgaden, spätmittelalterlich (siehe auch Kirchplatz 3 und 4 sowie Haugenstraße 4) | D-6-73-175-21 | weitere Bilder           |
| Kirchplatz 1 (Standort)                                                                | Nordwestlicher Kirchgaden                                                        | Mit Spitzbogenöffnungen der ehemaligen Burgkapelle, später Beinhaus | D-6-73-175-21 | BW                       |
| Nähe Kirchplatz (Standort)                                                             | Kriegerdenkmal für den Feldzug 1870/71                                           | Roter Sandstein, 1895 | D-6-73-175-21 | BW                       |
| Nähe Kirchplatz (Standort)                                                             | Kriegerdenkmal für die Gefallenen des Ersten Weltkriegs                          | Mit Löwenskulptur, um 1920 | D-6-73-175-21 | weitere Bilder           |
| Kirchplatz 3 (Standort)                                                                | Hochkreuz                                                                        | Sandstein, bezeichnet „1819“ | D-6-73-175-47 | weitere Bilder           |
| Kirchplatz 3 (Standort)                                                                | Halbwalmdachbau                                                                  | Eingeschossiger Putzbau auf Gadenmauer, Anfang 19. Jahrhundert, siehe auch alte Kirche (Kirchplatz 2) | D-6-73-175-22 | weitere Bilder           |
| Kirchplatz 4 (Standort)                                                                | Apotheke                                                                         | Zweigeschossiger Satteldachbau, massives Erdgeschoss mit Tordurchfahrt, Obergeschoss in Fachwerk, 1724, im Winkel angefügter Nebenflügel, eingeschossiger Fachwerkbau, um 1800, auf ehemaliger Kirchenburgmauer aufgesetzt, siehe auch alte Kirche (Kirchplatz 2) | D-6-73-175-23 | weitere Bilder           |
| Kirchplatz, Oberer Haugen 14 (Standort)                                                | Pforte zum Kirchhof                                                              | Profiliertes Rundbogenportal, 17. Jahrhundert | D-6-73-175-27 | weitere Bilder           |
| Lohngraben, an der Streubrücke (Standort)                                              | Steinkreuz                                                                       | Steinkruzifix auf gebauchtem Sockel, von 1809; an der Streubrücke | D-6-73-175-38 | Steinkreuz               |
| Lohngraben (Standort)                                                                  | Sakraments-Kapellchen                                                            | Sakramentskapelle, kleiner verputzter Aufbau mit Satteldach, im Inneren Figur des hl. Josef, um 1900 | D-6-73-175-24 | Sakraments-Kapellchen    |
| Mühlweg 9 (Standort)                                                                   | Untere bzw. Schlossmühle                                                         | Halbwalmdachbau, massives Erdgeschoss mit Wappenstein, bezeichnet „1618“, Fachwerkobergeschoss, bezeichnet „1806“ | D-6-73-175-25 | Untere bzw. Schlossmühle |
| Mühlweg 9 (Standort)                                                                   | Untere bzw. Schlossmühle, Wirtschaftsgebäude                                     | 17./18. Jahrhundert | D-6-73-175-25 | BW                       |
| Oberer Haugen 1 (Standort)                                                             | Pforte                                                                           | Mit Schulterbogen, bezeichnet „1626“ | D-6-73-175-26 | weitere Bilder           |
| Schloßgasse 3 (Standort)                                                               | Ehemalige Pforte                                                                 | Nachgotischer Schulterbogen, bezeichnet „1575“ | D-6-73-175-28 | BW                       |
| Schloßgasse 8 (Standort)                                                               | Bauernhof, Wohnhaus                                                              | Traufständig mit Fachwerkobergeschoss und Satteldach, Hoftor an Pforte bezeichnet „1724“ | D-6-73-175-29 | weitere Bilder           |
| Schloßgasse 8 (Standort)                                                               | Bauernhof, Nebengebäude                                                          | | D-6-73-175-29 | BW                       |
| Schloßgasse 10 (Standort)                                                              | Ehemalige Synagoge, jetzt Dorfscheuer                                            | Zweigeschossiges Satteldachgebäude mit Hausteingliederung, ca. 1870 | D-6-73-175-44 | weitere Bilder           |
| Schloßgasse 19 (Standort)                                                              | Obere Mühle                                                                      | Zweigeschossiges Satteldachhaus mit verputztem Fachwerkobergeschoss, 17./18. Jahrhundert | D-6-73-175-30 | weitere Bilder           |
| Schloßgasse 19 (Standort)                                                              | Nebengebäude                                                                     | Erdgeschossig, mit flachem Walmdach und aufgesetzter Ladegaube | D-6-73-175-30 | weitere Bilder           |

Schloss
Schloßgasse 21, 22: Wasserschlossanlage mit asymmetrisch-dreiflügeligem Hauptbau, Reste der spätmittelalterlichen Wasserburg im zweigeschossigen Unterbau des Ostflügels, Kellerportal bezeichnet „1525“, zwei Fachwerkobergeschosse um 1525, Nordflügelerdgeschoss wohl spätmittelalterlich, Obergeschosse und vierstöckiger Treppenturm und Waschküchenbau an der Ostseite von Schlosserweiterung 1613, barocker dreigeschossiger Westflügel mit Mansardwalmdach 1736, mit Ausstattung (Lage) . Aktennummer D-6-73-175-31.

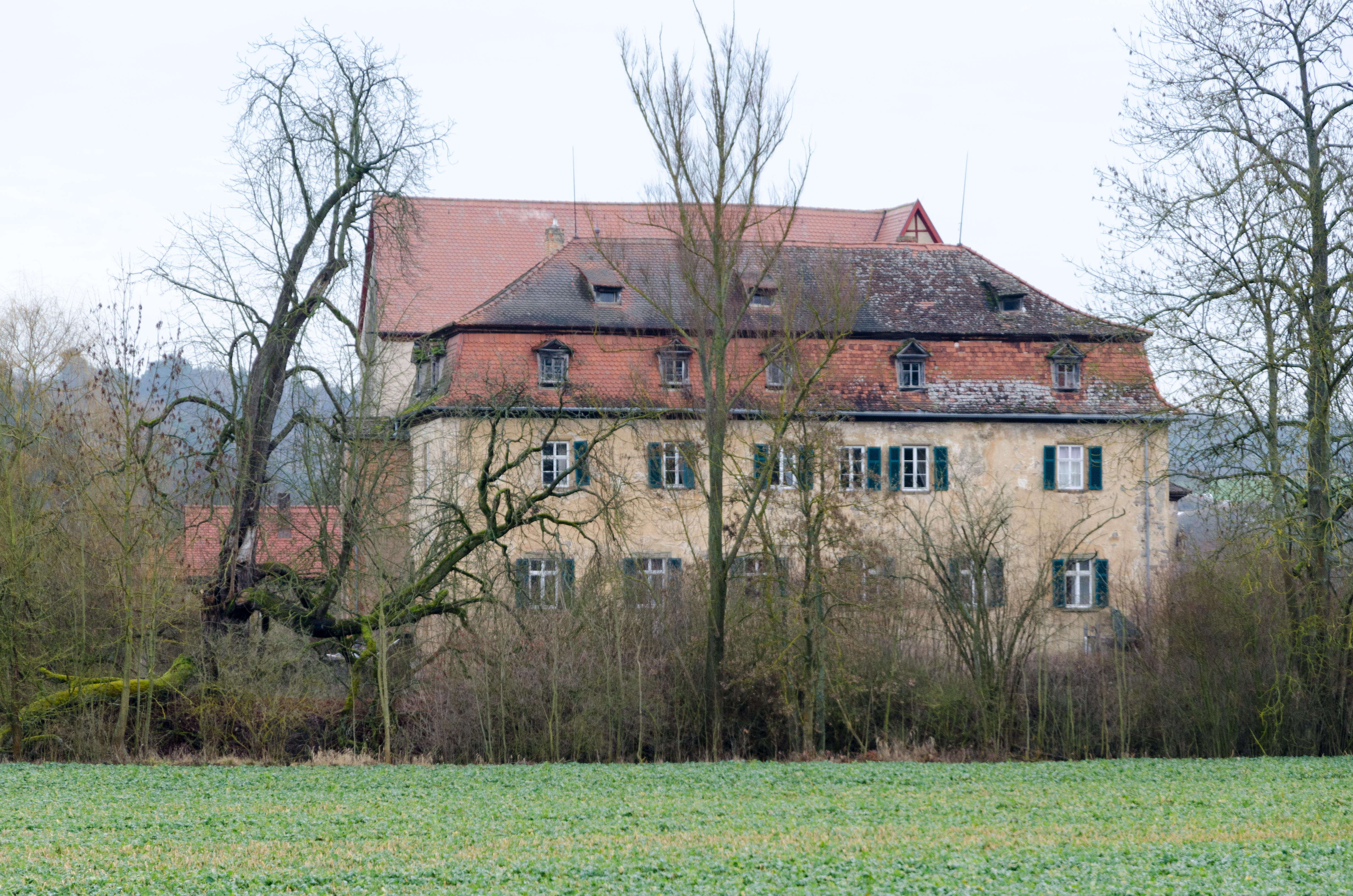
Wasserschloss von Westen weitere Bilder

- Ummauerung auf quadratischem Grundriss mit runden Ecktürmen 1613
- am Südostturm zweigeschossiger Walmdachbau mit Langhaus der Schlosskapelle im Erdgeschoss, Chor im Turm, um 1600
- am Nordostturm, zweigeschossiger Wirtschaftsbau mit Walmdach, am Rundbogenportal bezeichnet „1613“
- Tor, mit Wappenkartusche, und Rundbogenbrücke 1736
- Bruchsteinmauer zwischen Schlossgraben und Ökonomiehof, wohl 19. Jh.
- Ökonomiehof mit Wirtschaftsgebäuden 17./19. Jh.
- westliche Gebäudegruppe
- östliche Gebäudegruppe, im Kern 17./18. Jh., nach Brand 1886 erneuert
- Nebengebäude mit östlichem Hoftor
- ummauerter geometrisch angelegter Schlossgarten, von Bruchsteinmauer umgeben, 18. Jh.

| Lage                                                | Objekt                         | Beschreibung | Akten-Nr.     | Bild           |
| --------------------------------------------------- | ------------------------------ | --- | ------------- | -------------- |
| Streugasse 5 (Standort)                             | Bauernhof, Wohnhaus            | Zweigeschossig, verputztes Fachwerk, Satteldach mit rückwärtig quer angefügte Scheune mit Satteldach, 18. Jahrhundert             | D-6-73-175-34 | weitere Bilder |
| Streugasse 5 (Standort)                             | Bauernhof, Nebengebäude        | zweigeschossig, massiv und in Fachwerk, 17. Jahrhundert                                                                           | D-6-73-175-34 | weitere Bilder |
| Streugasse 5 (Standort)                             | Bauernhof, Hofmauer mit Pforte | Bezeichnet „1621“ | D-6-73-175-34 | weitere Bilder |
| Streugasse 8 (Standort)                             | Bauernhaus                     | Zweigeschossig, giebelständig, Satteldach, verputztes Fachwerk, 17./18. Jahrhundert                                               | D-6-73-175-32 | weitere Bilder |
| Streugasse 12 (Standort)                            | Mikwe                          | 19. Jahrhundert | D-6-73-175-33 | BW             |
| Streugasse 12 (Standort)                            | Relief                         | bezeichnet „1788“ | D-6-73-175-33 | weitere Bilder |
| Streugasse 18 (Standort)                            | Bauernhaus                     | Zweigeschossig, giebelständig, mit Halbwalmdach, Erdgeschoss massiv mit Eckpilastern, Fachwerkobergeschoss, Mitte 19. Jahrhundert | D-6-73-175-45 | weitere Bilder |
| Streugasse 18 (Standort)                            | Nebengebäude                   | Giebelständig, Erdgeschoss massiv, Bergeschoss in verputztem Fachwerk, zweite Hälfte 19. Jahrhundert                              | D-6-73-175-45 | weitere Bilder |
| Streugasse 18 (Standort)                            | Nebengebäude                   | Im Hof traufständig, 18. oder erste Hälfte 19. Jahrhundert                                                                        | D-6-73-175-45 | BW             |
| Streugasse 21 (Standort)                            | Pforte                         | Bezeichnet „1710“ | D-6-73-175-35 | BW             |
| Sulz, am Ortsausgang nach Wechterswinkel (Standort) | Madonnenfigur                  | Inschriftsockel, Sandstein, Mitte 19. Jahrhundert                                                                                 | D-6-73-175-41 | BW             |

## Ehemalige Baudenkmäler
In diesem Abschnitt sind Objekte aufgeführt, die früher einmal in der Denkmalliste eingetragen waren, jetzt aber nicht mehr. Objekte, die in anderem Zusammenhang – also z. B. als Teil eines Baudenkmals – weiter eingetragen sind, sollen hier nicht aufgeführt werden. Aktennummern in diesem Abschnitt sind ehemalige, jetzt nicht mehr gültige Aktennummern.

| Lage                      | Objekt | Beschreibung      | Akten-Nr.    | Bild |
| ------------------------- | ------ | ----------------- | ------------ | ---- |
| Haugenstraße 7 (Standort) | Pforte | Bezeichnet „1626“ | D-6-73-175-5 | BW   |